# Kim Yoon-jin
Kim Yoon-jin ou Yunjin Kim (coreano: 김윤진, nascida em 7 de novembro de 1973 em Seul, Coreia do Sul) é uma atriz sul-coreana. É conhecida por interpretar Sun Kwon no seriado Lost e por interpretar a personagem Karen Kim da série Mistresses.

## Biografia
Com 10 anos, Kim imigrou para os Estados Unidos com sua família. Como uma adolescente tímida em Staten Island, ainda acostumando-se com a vida nos EUA, ela juntou-se ao clube de teatro de sua escola e assim acabou apresentando-se no musical My Fair Lady.
Seguindo sua paixão, Kim mudou-se para Nova York, onde prestou aulas e ganhou seu diploma na New York High School of Performing Arts (Escola Secundária de Arte de Atuação N.I.). De lá estudou drama na London Academy of Performing Arts (Academia de Drama Americana Inglesa) e também estudou na Universidade de Boston (BFA Representação).
Além de dançarina treinada em: Balé, Jazz, Afro-caribiana, e Dança de Ópera de Pequim, também é uma lutadora exímia, seus dotes de combate são: sem defesa, luta com bastão, espada de folha larga e Tae Kwon Do.
Publicou um livro de fotos japonesas chamado "XOXO", foi Embaixatriz da Boa Vontade da Coreia, na Copa do Mundo de 2002 no Japão e na Coreia e Porta-voz da Kanebo uma companhia de cosméticos japonesa.
Casou-se com Jeong Hyeok Park em cerimônia no Havaí (28 de março de 2010), um dia depois de gravar algumas de suas cenas finais para a série.

## Carreira
Após formar-se, Kim dedicou-se completamente à carreira como atriz, ganhando vários papéis pequenos na MTV, em dramas estilo telenovela na ABC e nos palcos da Broadway.
Em 1996, um programa de TV coreano que estava filmando em Manhattan a chamou e a persuadiu para retornar para sua terra natal, para aparecer no drama de TV coreano A Gorgeous Vacation, seguindo-se dois outros papéis, em Foreboding e na minissérie Wedding Dress.
Atingiu maior sucesso na Coreia do Sul com o filme Shiri, de 1999, um thriller de ação que atingiu bilheteria recorde no país, tornando-a uma celebridade instantânea. Durante os próximos anos, atuou em mais cinco filmes.
Interpretou a personagem Sun Kwon na série de televisão Lost.
Foi escolhida para o papel principal no filme Georgia Heat, cujas gravações iniciaram-se em junho de 2005. em que participam Billy Bob Thornton, com produção de Janet Yang, produtora de The Joy Luck Club (1993).
Em 2013, teve um papel importante na série de drama da ABC Mistress.
Em 2018, Kim retornou à televisão coreana na série Ms. Ma, Nemesis.